# Pindaré-Mirim
Pindaré-Mirim é um município brasileiro do estado do Maranhão. Sua população é de 32.348 habitantes (estimativa IBGE/2016).

## História
Histórico
Os primitivos habitantes foram os índios guajajaras que ali permaneceram até 1839 quando, pela lei provincial nº 85, foi criada a colonia denominada São Pedro, com a finalidade de desenvolver a agricultura, atraindo muitos cearenses e piauienses, que iniciaram a povoação.
Em 1876, foi instalada a grande usina da Campanhia Progresso Agrícola, trazendo grandes transformações sócio-econômicas em toda a região, possibilitando ao município marcar época na sua história. Dado o potencial da indústria, foi construída uma estrada de ferro para transporte da matéria-prima, numa extensão de 13 km. Desde 1883, existia energia elétrica na povoação.
Lamentavelmente, foi de pouca duração a vida da citada empresa pois, a partir de 1915, entrou em declínio. Fatores diversos contribuíram para o fracasso e, entre eles, juros bancários, aplicação excessiva em investimento, matéria prima insuficiente.
O município teve o seu topônimo alterado para Pindaré Mirim, pelo decreto-lei Estadual nº 820, de 30 de dezembro de 1943, desmembrado de Vitória do Mearim.
Gentílico: Pindareense
Formação administrativa
Distrito criado com a denominação de Engenho São Pedro de Alcântara ex povoado de Engenho Central de São Pedro, pela lei municipal nº 2, de 14-09-1892. Subordinado ao município de Monção.
Em divisão administrativa referente ao ano de 1911, figura no município de Monção o distrito de Engenho São Pedro de Alcântara.
Elevado à categoria de Vila com a denominação de São Pedro, pela lei nº 800, de 21-04-1918, desmembrado de Monção. Sede no atual distrito de São Pedro ex-Engenho de São Pedro de Alcântara. Constituído do distrito sede. Não temos data de instalação.
Elevado à condição de cidade, com a denominação de São Pedro, pela lei estadual nº 1052, de 10-04-1923.
Pelo decreto estadual nº 75, de 22-04-1931, o município é extinto sendo seu território anexado ao município de Monção.
Elevado novamente à categoria de município com a denominação de São Pedro, pelo decreto nº 121, de 12-06-1931.
Pelo decreto estadual nº 267, de 19-04-1932, o município de São Pedro, adquiriu o extinto município de Monção. Em divisão administrativa referente ao ano de 1933, o município é constituído de 2 distritos: São Pedro e Monção. Pelo decreto nº 919, de 30-09-1935, desmembra do município de São Pedro o distrito de Monção. Elevado à categoria de município.
Em divisões territoriais datadas de 31-12-1936 e 31-12-1937, o município é constituído do distrito sede.
Pelo decreto-lei estadual nº 820, de 30-12-1943, o município de São Pedro passou a denominar-se Pindaré Mirim.
No quadro fixado para vigorar no período de 1939-1943, o município já denominado Pindaré Mirim é constituído do distrito sede.
Pela lei estadual nº 269, de 31-12-1948, são criados os distritos de Aterrado e Pimentel e anexado ao município de Pindaré Mirim.
Em divisão territorial datada de 01-12-1950, o município é constituído de 3 distritos: Pindaré Mirim, Aterrados e Pimentel.
Assim permanecendo em divisão territorial datada de 01-07-1960.
Em divisão territorial datada de 01-01-1979, o município é constituído de 2 distritos: Pindaré Mirim e Pimentel. Não figurando o distrito de Aterrado anexado ao distrito sede do município de Santo Antônio dos Lopes.
Assim permanecendo em divisão territorial datada de 2005.
Alteração toponímicas distrital
Alteração toponímica municipal
São Pedro para Pindaré Mirim alterado, pelo decreto-lei estadual nº 820, de 30-12-1943.

## Cultura
Um dos mais imponentes Engenhos Centrais do século XIX, o Engenho Central de São Pedro, reinaugurado em 2018, abriga um centro cultural com espaço museológico além de outros espaços como biblioteca, sala de cinema, salas de capacitação, memorial. Este suntuoso espaço realiza diversos eventos da região do Vale do Pindaré, recebe visitas guiadas, ocupações artista, como o bumba meu boi, quadrilhas, danças  e oferta diversos cursos e oficinas para a comunidade.

## Ferrovias
Pindaré-Mirim é interligada pela Estrada de Ferro Carajás (EFC) à São Luís e à Canaã dos Carajás, no sudeste paraense. No entanto, a estação ferroviária mais próxima fica na vizinha cidade de Santa Inês, onde são oferecidas saídas para São Luís e para as cidades de Marabá e Parauapebas, situada ao lado do povoado de Olho d'Água dos Carneiros (este, já dentro de Pindaré-Mirim). A EFC é administrada pela Companhia Vale do Rio Doce (CVRD).